# Adobe LiveCycle Reader Extensions ES
Der Adobe LiveCycle Reader Extensions ES (früherer Name: Adobe Reader Extension Server) ist ein Produkt von Adobe Inc., mit dem bestimmte Funktionalitäten des Adobe Reader freigeschaltet werden können. Standardmäßig erlaubt der Adobe Reader nur das Anzeigen und Ausdrucken von PDF-Dokumenten. Weitere Funktionen wie das Einfügen von Anmerkungen, das Speichern und Versenden ausgefüllter Formulare sowie die Erzeugung digitaler Signaturen sind im Reader vorhanden, können aber nur in Dokumenten genutzt werden, die hierfür speziell freigeschaltet wurden. ES steht für Enterprise Suite.
Bei der Freischaltung wird eine Datenstruktur in das Dokument eingefügt, die Flags für die aktivierten Funktionen sowie eine RSA-Signatur über Teile des Dokuments beinhaltet. 2003 wurden von Elcomsoft Lücken in diesem Verfahren aufgezeigt, welche die Aktivierung von Reader-Erweiterungen ohne eine Reader Extension Server-Lizenz ermöglichen.
| ReaderExtension   | Bedeutung | kann der AcrobatProfessional setzen |
| ----------------- | --- | ----------------------------------- |
| FormFillInAndSave | ausgefüllte Feldinhalte mitabspeichern | ja                                  |
| FormImportExport  | Daten von FDF-, XFDF-, XML- oder XML-Dateien importieren bzw. exportieren                                                                                  | nein                                |
| FormAddDelete     | Hinzufügen, Ändern oder Löschen von Feldern oder Feldeigenschaften im PDF-Formular                                                                         | nein                                |
| SubmitStandalone  | Daten an einen Server übermitteln der nicht in einer Browsersession läuft per E-Mail oder offline.                                                         | nein                                |
| SpawnTemplate     | Im selben PDF weitere Seiten aus Templates erzeugen | nein                                |
| Signing           | PDF-Dokument signieren und speichern. Signaturen überprüfen.                                                                                               | ja                                  |
| AnnotModify       | Anmerkungen zum Dokument erzeugen und ändern | ja                                  |
| AnnotImportExport | Anmerkungen in einer separaten Datei speichern oder daraus einfügen.                                                                                       | nein                                |
| BarcodePlaintext  | PDF mit unverschlüsselten 2-dimensionalen Barcodes drucken. Eine Serversoftware muss somit nicht lizenziert werden, um die Barcodeinhalte wieder zu lesen. | nein                                |
| AnnotOnline       | Anmerkungen auf einen Review-und-Anmerkungsserver hochladen oder von dort herunterladen.                                                                   | nein                                |
| FormOnline        | Mit Webservices oder Datenbanken verbinden, die im PDF festgelegt sind.                                                                                    | nein                                |
| EFModif           | Im PDF eingebettete Dateien ändern. | nein                                |